# 산청 문익점 묘
산청 문익점 묘(山淸 文益漸 墓)는 대한민국 경상남도 산청군 신안면 신안리에 있는, 고려 후기의 문신이자 충정공 문숙선의 아들인 삼우당(三憂堂) 문익점(1329년 ∼1398년) 선생의 묘소이다. 1983년 8월 24일 경상남도의 기념물 제66호로 지정되었다.

## 개요
고려 후기의 문신이자 충정공 문숙선의 아들인 삼우당(三憂堂) 문익점(1329∼1398) 선생의 묘소이다.
공민왕 9년(1390)에 문과에 급제하여 벼슬에 오르고 1363년 좌정언에 있을 때 이공수를 따라 원나라에 갔다. 때마침 이곳에 있던 최유가 충선왕의 셋째 아들 덕흥군을 왕으로 삼아 공민왕을 몰아내려 하였다. 원의 지원까지 받은 이 계획은 공민왕 13년(1364) 최영에게 패하면서 실패하였다.
문익점은 이 계획에 동참하였다는 혐의로 귀국과 동시에 중국 운남성으로 귀양을 갔다. 귀국할 때 목화씨를 숨겨와 장인 정천익과 함께 재배하여 의류면에 커다란 변화를 가져왔다. 우왕이 즉위하면서 다시 전위주부에 올랐는데 이성계 일파의 개혁을 반대하여 관직에서 물러났다. 죽은 후에는 조선 세종 22년(1440)에 영의정의 관직이 내려졌고, 세조 때에는 사당이 세워졌다.
묘소는 사각형의 형태로 만들어졌으며 앞에는 상석과 비석이, 좌우에는 문인석과 망주석, 석등이 세워져 보존되고 있다.

## 같이 보기
- 문익점

## 참고 자료
- 산청 문익점 묘 - 국가유산청 국가유산포털